# شو نی
شو نی (به انگلیسی: Shō Nei) پادشاه پادشاهی ریوکیو از ۱۵۸۷–۱۶۲۰ بود. وی در سال ۱۶۰۹ و ر طی حمله به ریوکیو سلطنت می‌کرد و اولین پادشاه ریوکیو بود که  دست‌نشاندگی خاندان شیمازو قلمروی ساتسوما ارباب  قلمروی هان (ژاپن) درآمد. 